# Virieu
Virieu este o comună în departamentul Isère din sud-estul Franței. În 2009 avea o populație de 1.011 de locuitori.

## Evoluția populației
| An        | 1975 | 1982 | 1990 | 1999 | 2006 | 2009  |
| --------- | ---- | ---- | ---- | ---- | ---- | ----- |
| Populație | 828  | 950  | 954  | 940  | 973  | 1.011 |